# Michael Moorer
Michael Lee Moorer (New York, 12 november 1967) is een Amerikaanse bokser. Hij was wereldkampioen in zowel de lichtzwaargewicht- als de zwaargewichtklasse.
In 1992 won Moorer de WBO-zwaargewichttitel na een overwinning tegen Bert Cooper. Hij won in 1994 de IBF- en WBA-wereldtitels door Evander Holyfield te verslaan. Moorer verloor de titels datzelfde jaar aan de 45-jarige George Foreman, die Moorer in de tiende ronde knock-out sloeg. Moorer lag met grote voorsprong aan kop toen hij werd geraakt door Foremans rechterhand.
Moorer heroverde de IBF-titel in 1996 na een overwinning op de Duitser Axel Schulz, maar verloor het jaar daarop een revanchewedstrijd tegen Evander Holyfield, waarbij hij vijf keer werd neergeslagen. 
Na het gevecht tegen Holyfield maakte Moorer pas na drie jaar weer een terugkeer naar het boksen. In 2002 sloeg David Tua hem binnen dertig seconden knock-out. Hij vocht zijn laatste wedstrijd in 2008. Zijn carrière omvat 52 overwinningen, 4 nederlagen en 1 gelijkspel.